# Hétfős labdarúgás a 2008. évi nyári paralimpiai játékokon
A 2008. évi nyári paralimpiai játékok során a hétfős labdarúgás mérkőzéseit szeptember 8. és szeptember 16. között rendezték.

## Végeredmény
| Arany | Ezüst | Bronz |
| Ukrajna Volodimir Antonyuk (csapatkapitány) Kosztyantin Szimasko Vitalij Trusev Szerhij Vakulenko Tarasz Dutko Anatolij Sevcsik Olekszandr Devlis Ivan Skvarlo Andrij Cukanov Denisz Ponomarjov Mikola Mikovics Ihor Koszenko Edző: Szerhij Ovcsarenko | Oroszország Ivan Potyehin (csapatkapitány) Alekszande Lekov Lasa Murvanadze Pavel Boriszov Alekszej Tumakov Alekszej Cseszmin Andrej Kuvajev Oleg Szmirnov Andrej Lozsecsnyikov Georgij Nadzsarjan Mamuka Dzimisztarisvili Sztanyiszlav Kolihalov Edző: Avtandil Baramidze | Irán Ardesir Máhini (csapatkapitány) Eszmáil Malekzáde Bahman Anszári Mortezá Hejdari Ehszán Golám-Hoszejnpur Moszlem Akbari Abdolrezá Karimzáde Habibolláh Hejdari-Mehr Golámrezá Nadzsafi Hádi Szafari Raszul Atas-Afruz Edző: Alireza Rádi |